# Kurt Jaggberg
Kurt Jaggberg (eigentlich Kurt Jagersberger; * 10. November 1922 in Wiener Neustadt, Niederösterreich; † 27. Dezember 1999 in Wien) war ein österreichischer Schauspieler, Drehbuchautor und Regisseur.

## Leben

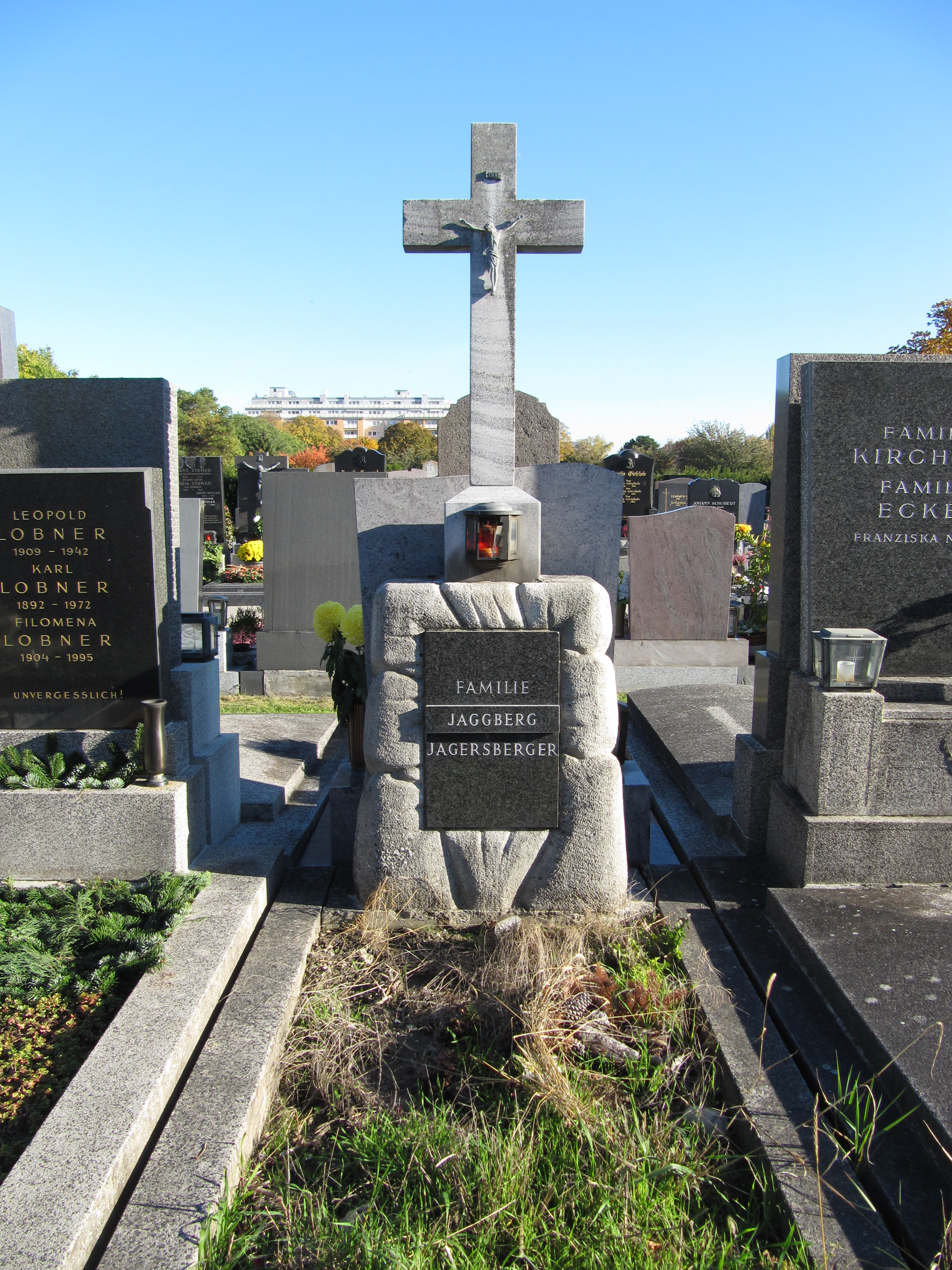
Grabstätte von Kurt Jaggberg

Er studierte nach der Matura ab 1945 an der Universität Wien Philosophie und Theaterwissenschaft. Der 1948 im Studienfach Theaterwissenschaft zum Dr. phil. promovierte Jaggberg absolvierte zunächst das Reinhardt-Seminar in den Fächern Schauspiel und Regie und begann 1951 als Schauspieler an mehreren Bühnen in Wien, darunter am Volkstheater und am Theater in der Josefstadt, in Berlin (Freie Volksbühne, Hebbel-Theater und Theater am Kurfürstendamm) und am Schauspielhaus Zürich. 1956 gehörte Jaggberg auch der legendären, heute als „Namenloses Ensemble“ bekannten, Wiener Kabarettgruppe um Helmut Qualtinger, Carl Merz und Gerhard Bronner an und spielte in dem Programm Blattl vorm Mund im Intimen Theater mit.
Schon ab 1950 beim Rundfunk als Lektor tätig, beschäftigte sich Jaggberg ab 1952 auch mit vielen Rollen im Film und wenig später auch im Fernsehen, wo er noch zusätzlich als Autor und Regisseur Verwendung fand. Seine breite Popularität verdankt Jaggberg jedoch seiner Mitwirkung in zahlreichen Kriminalserien, wie Stahlnetz (Folge: Das Haus an der Stör), Der Kommissar, Derrick und vor allem in Tatort – als Bezirksinspektor Wirz, dem Assistenten von Inspektor Marek (gespielt von Fritz Eckhardt) und ab 1983 als eigenständiger Oberinspektor Hirth. Seine letzte Bühnenrolle war die des Polizeidirektors in Moral von Ludwig Thoma bei Felix Dvoraks Berndorfer Festspielen. Er war auch oft als Sprecher von TV-Dokus tätig, wie zum Beispiel in der Alltagsgeschichte von Elizabeth T. Spira.
Kurt Jaggberg starb nach langem Leiden in einem Pflegeheim an der Alzheimer-Krankheit. Seine Grabstelle befindet sich auf dem Kagraner Friedhof (Gruppe C, Nummer 175) im 22. Wiener Gemeindebezirk Donaustadt.
In einem Nachruf (Auszug aus der Wiener Tageszeitung Der Standard vom 30. Dezember 1999) heißt es:

„[In seinem Spiel …] flossen Grobheit und Sensibilität zu jener delikaten Wiener Seelenmischung zusammen, in der die großen Widersprüche der Welt sich liebenswürdig abgemildert als kleine Unzulänglichkeiten spiegeln.“

## Filmografie (Auswahl)
- 1952: Wienerinnen
- 1953: Im Krug zum grünen Kranze (Die 5 Karnickel)
- 1953: Flucht ins Schilf
- 1955:  Der letzte Akt
- 1955: Heimatland
- 1955: Spionage
- 1959: Der Verräter
- 1960: Das Kreuz
- 1960: Ich heiße Robert Guiscard
- 1961: Die seltsame Gräfin
- 1961: Der Transport
- 1961: Elisabeth von England
- 1963: Meine Frau Susanne: Fräulein Lotte
- 1963: Stahlnetz: Das Haus an der Stör
- 1963–70: Oberinspektor Marek (Serie: als Bezirksinspektor Wirz)
  - 1963: Vorladung
  - 1964: Einvernahme
  - 1965: Freispruch
  - 1966: Tödlicher Unfall
  - 1967: Mädchenmord
  - 1968: An einem einzigen Tag
  - 1969: Einfacher Doppelmord
  - 1970: Perfekter Mord
- 1964: Die Gruft mit dem Rätselschloß
- 1964: Das Phantom von Soho
- 1964: Stahlnetz: Strandkorb 421
- 1965: Das Leben des Horace A.W. Tabor
- 1966: Stahlnetz: Der fünfte Mann
- 1968: Der Tod im roten Jaguar
- 1969: Stewardessen (Serie)
- 1969: Der Kommissar: Geld von toten Kassierern
- 1969: Der Schelm von Istanbul
- 1969: Meine Schwiegersöhne und ich (Fernsehserie)
- 1970: Wie ein Träne im Ozean (Mehrteiler)
- 1971: Der kleine Muck
- 1971: Blaue Blüten
- 1971: Flucht – Der Fall Münzenberg
- 1971–83: Tatort (Serie: als Bezirksinspektor Wirz)
  - 1971: AE612 ohne Landeerlaubnis (als Gastkommissar)
  - 1971: Mordverdacht
  - 1972: Die Samtfalle
  - 1973: Frauenmord
  - 1974: Mord im Ministerium
  - 1975: Urlaubsmord
  - 1976: Annoncen-Mord
  - 1977: Der vergessene Mord
  - 1978: Mord im Krankenhaus
  - 1979: Mord im Grand-Hotel
  - 1980: Mord auf Raten
  - 1981: Mord in der Oper
  - 1982: Mordkommando
  - 1983: Mord in der U-Bahn
- 1972: Top Secret (The Salzburg Connection)
- 1972: Libussa
- 1972: Die Abenteuer des braven Soldaten Schwejk (Serie)
- 1972: Der Italiener
- 1972: Der letzte Werkelmann
- 1972: Im Auftrag von Madame: Das Wunschattentat
- 1972: Ein Käfer gibt Vollgas
- 1972: Die merkwürdige Lebensgeschichte des Friedrich Freiherrn von der Trenck (Serie)
- 1973: Der Vorgang
- 1973: Okay S.I.R.: In diskreter Mission
- 1974: Perahim – die zweite Chance
- 1974: Hamburg Transit – Schulfrei
- 1974: Die Parade
- 1975: Derrick: Ein Koffer aus Salzburg (als Bezirksinspektor Wirz)
- 1975: Des Christoffel von Grimmelshausen abenteuerlicher Simplicissimus (Mehrteiler)
- 1975: Mordkommission (Serie)
- 1977: Kim & Co: Schon mal ’nen heißen Ofen frisiert?
- 1979: Blauer Himmel den ich nur ahne
- 1979: Götz von Berlichingen mit der eisernen Hand
- 1982: Die Erben
- 1982: Die Ausgesperrten
- 1983: Der gute Engel (Mehrteiler)
- 1984–86: Tatort (Serie: als Oberinspektor Hirth)
  - 1984: Der Mann mit den Rosen
  - 1985: Fahrerflucht
  - 1985: Des Glückes Rohstoff
  - 1985: Nachtstreife
  - 1985: Baranskis Geschäft (als Gastkommissar)
  - 1986: Strindbergs Früchte
  - 1986: Das Archiv
  - 1986: Die Spieler
  - 1986: Alleingang
  - 1986: Wir werden ihn Mischa nennen
- 1986: Hessische Geschichten (Serie)
- 1987: Moselbrück (Serie)
- 1987: Höchste Eisenbahn (TV-Episodenfilm, Cameoauftritt als Oberinspektor Hirth)
- 1988: Heiteres Bezirksgericht (Serie)
- 1989: Der Mann im Salz
- 1989: Die schnelle Gerdi (Serie)
- 1990: Roda Roda (Serie)

## Hörspiele (Auswahl)
- 1958: William Shakespeare: Der Sturm – Regie: Leonard Steckel (SFB) – Erstsendung: 1958
- 1958: Arthur Schnitzler: Leutnant Gustl – Regie: Viktor Suchy (ORF/BR) – Erstsendung: 4. November 1958
- 1960: Hermann Gressieker: Seneca und die goldenen Jahre – Regie: Oswald Döpke (Radio Bremen/ORF) – Erstsendung: 14. Oktober 1960
- 1960: Miguel Mihura: Der Engel mit dem Blumentopf – Regie: Peter Preses (SFB/Hebbel-Theater) – Erstsendung: 1. November 1960
- 1963: Hermann Bahr: Die Kinder – Regie: Robert Bichler (ORF/SR/SR DRS/BR) – Erstsendung: 6. September 1963
- 1964: Marianne Eichholz: Aufenthalt in Prag – Regie: Ulrich Gerhardt (RIAS) – Erstsendung: 21. Oktober 1964
- 1964: Marran Gosov: Besuch in Sofia – Regie: Jörg Jannings (RIAS) – Erstsendung: 9. Dezember 1964
- 1965: Klaus Fischer: Amphisa zerstört – Regie: Gert Westphal (RIAS) – Erstsendung: 2. Juni 1965
- 1968: Fritz Meingast: Schuld und Sühne in den Karpaten – Regie: Rolf von Goth (SFB) – Erstsendung: 24. März 1968
- 1968: Hans Joachim Hohberg: Ein Vollmond aus Trompetengold – Regie: Siegfried Niemann (SFB) – Erstsendung: 30. März 1968
- 1968: Joachim Barckhausen: Haus ohne Erben – Regie: Erich Köhler (SFB) – Erstsendung: 29. Juni 1968
- 1968: Wolfdietrich Schnurre: Stimmen über dem Fluß – Regie: Hans Bernd Müller (SFB/BR/Radio Bremen) – Erstsendung: 23. November 1968
- 1969: Vojislav Kuzmanovic: Der Nullpunkt – Regie: Günter Braun (RIAS) – Erstsendung: 23. Juni 1969
- 1970: Werner Kofler: Örtliche Verhältnisse – Regie: Hans Bernd Müller (SDR) – Erstsendung: 25. November 1970
- 1971: Jan Rys: Das Nannerl oder Das erlauchte Haus – Regie: Heinz Wilhelm Schwarz (WDR/ORF) – Erstsendung: 11. September 1971
- 1971: Edvard Valenta: Gestern, einmal, damals – Regie: Siegfried Niemann (SFB) – Erstsendung: 9. Oktober 1971
- 1971: Arthur Schnitzler: Der Weg ins Freie (1. Teil) – Regie: Willy Trenk-Trebitsch (RIAS/HR) – Erstsendung: 8. November 1971
- 1971: Arthur Schnitzler: Der Weg ins Freie (2. Teil) – Regie: Willy Trenk-Trebitsch (RIAS/HR) – Erstsendung: 8. November 1971
- 1973: Daphne du Maurier: Rebecca – Regie: Heinz-Günter Stamm (BR) – Erstsendung: 28. Januar 1973
- 1973: Michael Scharang: Anschlag – Regie: ? (SDR) – Erstsendung: 20. September 1973
- 1973: Heinz Piontek: Scheintot – Regie: Ferry Bauer  (ORF Oberösterreich) – Erstsendung: 4. November 1973
- 1974: Karl Bogner: Brüderlein fein (1. Teil: Der Blaumantel) – Regie: Karl Bogner (BR) – Erstsendung: 21. März 1974
- 1974: Karl Bogner: Brüderlein fein (2. Teil: Ein Graf aus Polen) – Regie: Karl Bogner (BR) – Erstsendung:  28. März 1974
- 1973: Arthur Watkyn: Lesefrüchte – Regie: Heinz-Günter Stamm (BR) – Erstsendung: 13. Mai 1974
- 1973: Pavel Kohout: Evol – Regie: Heinz-Günter Stamm (BR) – Erstsendung: 1. Juli 1974
- 1974: Rodney David Wingfield: Auf Provisionsbasis – Regie: Heinz-Günter Stamm (BR) – Erstsendung: 24. Oktober 1974
- 1974: Hermann Gail: Querstellung – Regie: Günther Sauer (SDR) – Erstsendung: 3. November 1974
- 1975: Fritz Meingast: Meier Helmbrecht 1975 – Regie: Karl Bogner (BR) – Erstsendung: 17. März 1975
- 1975: Hans José Rehfisch: Dr. Semmelweis – Regie: Heinz-Günter Stamm (BR) – Erstsendung: 16. November 1975
- 1975: Ernst Hagen: Der Stargast oder Tod auf der Bühne – Regie: Karl Bogner (BR) – Erstsendung: 11. Dezember 1975
- 1975: Jules Romains: Dr. Knock oder Der Triumph der Medizin – Regie: Heinz-Günter Stamm (BR) – Erstsendung: 18. Januar 1976
- 1976: Ernst Hagen: Fast der perfekte Mord – Regie: Karl Bogner (BR) – Erstsendung: 6. Mai 1976
- 1976: Edward Boyd: Wer fürchtet sich vorm schwarzen Mann? (6 Teile) – Regie: Ferry Bauer (Originalhörspiel, Kriminalhörspiel – ORF Oberösterreich) – Erstsendung: 8. September 1976
- 1977: Walter Hasenclever: Münchhausen – Regie: Heinz-Günter Stamm (BR) – Erstsendung: 1. November 1977
- 1977: Elfriede Jelinek: Porträt einer verfilmten Landschaft – Regie: Hartmut Kirste (SDR) – Erstsendung: 1. Dezember 1977
- 1978: H. M. Mons: Hasenklein kann nichts dafür – Regie: Heinz-Günter Stamm (BR) – Erstsendung: 29. Januar 1978
- 1980: György Dalos: Mein Großvater und die Weltgeschichte – Regie: Claus Villinger (SDR/NDR) – Erstsendung: 5. Oktober 1980
- 1985: Otto Brusatti: Die letzten Stunden der Menschheit oder Ein schöner Sonntag – Regie: Otto Brusatti (ORF/WDR) – Erstsendung: 20. November 1984 (ORF) / 5. Februar 1985 (WDR)
- 1984: Pavel Landovský: Der Umweg – Regie: Robert Matejka (RIAS/SR) – Erstsendung: 8. April 1985
- 1988: Friedrich Zauner: Katz im Sack – Regie: Alfred Pittertschatscher (ORF/BR) – Erstsendung: 15. Februar 1987 (ORF)
- 1987: Walter Wippersberg: Damals in Afrika oder Opa zieht um – Regie: Walter Wippersberg (ORF/RIAS) – Erstsendung: 23. August 1987
- 1989: Ludwig Fels: Soliman – Regie: Klaus Mehrländer (WDR) – Erstsendung: 2. Mai 1989

Quelle: ARD-Hörspieldatenbank

## Veröffentlichungen
- Leslie Darbon: Karten auf den Tisch = (Cards on the table). Bühnenfassung von Leslie Darbon. Von Agatha Christie. Deutsch von Susanne Lawson. In einer Bearbeitung von Kurt Jaggberg und Walter Hiller. Vertriebsstelle und Verlag Deutscher Bühnenschriftsteller und Bühnenkomponisten, Norderstedt circa 1985.
- Kurt Jagersberger: Der Volksdichter Anton Langer. Dissertation in zwei Bänden. Universität, Wien 1948.